# Alan fitz Walter
Alan fitz Walter (1140-1204) était grand sénéchal d'Écosse à titre héréditaire et un croisé.

## Biographie
Alan fitz Walter était le fils et l'héritier de Walter fitz Alan. Il est Steward (lieutenant du roi) du roi d'Écosse Guillaume le Lion. Sa famille fait l'acquisition de l'île de Bute et il est lui-même à l'origine de la construction du château de Rothesay.
Alan accompagne Richard Cœur de Lion à la troisième croisade. Il revient en Écosse en juillet 1191. Il devient le patron de l'Ordre du Temple en Écosse et assure son expansion dans le pays.

## Mariage
Il épouse en premières noces Éva, fille de Sweyn Thor'sson, mais cette parenté est contestée par certains historiens.
Il se remarie avec Alesta fille de Morggán, comte de Mar, et de Ada, dont :
1. Walter Stewart, 3e grand sénéchal d'Écosse ;
2. Léonard ;
3. Avelina, mariée à Donnchadh, comte de Carrick.